# Língua guilá zapoteco
O Güilá Zapoteco (Zapoteco de San Pablo Güilá, Zapoteco de San Dionisio Ocotepec) é uma Zapoteca falada por cerca de 9.500 pessoas em e Oaxaca, México. É falada na cidade de San Pablo Güilá, distrito de Tlacolula, Oaxaca, México.
Uma forma estreitamente relacionada ( dialeto), mas não idêntica, de zapoteca é falada na cidade adjacente de San Dionísio Ocotepec por cerca de 5 mil pessoas.

## Escrita
A língua usa o alfabeto latino sem as letras F, J, V. Usam-se as formas Ch, LL, Rr, Ts

## Amostra de texto
Ra'ta ra bu:unny ra:aaly liebr cëhnn te'bloh deree'ch cëhnn dignidaa. Ra:alyne:erih gahll ri:e:eny cëhnn saalyb, chiru' na:a pahr ga:annza'crih loh sa'rih.
Português 
dos os seres humanos nascem livres e iguais em dignidade e direitos. Eles são dotados de razão e consciência e devem agir uns para com os outros com espírito de fraternidade. (Artigo 1º da Declaração Universal dos Direitos Humanos)